# Neamț (distrikt)
Neamț er et distrikt i Moldavien i Rumænien med 557.000 (2002) indbyggere. Hovedstad er byen Piatra Neamț.

## Byer
- Piatra Neamț
- Roman
- Bicaz
- Roznov
- Târgu Neamţ

## Kommuner
| - Agapia - Alexandru cel Bun - Bahna - Bălţăteşti - Bârgăuani - Bicaz-Chei - Bicazu Ardelean - Bâra - Bodeşti - Boghicea - Borca - Borleşti - Boteşti - Bozieni - Brusturi - Cândeşti - Ceahlău - Cordun - Costişa - Crăcăoani - Dămuc - Dobreni - Doljeşti - Dragomireşti - Drăgăneşti - Dulceşti - Dumbrava Roşie - Farcaşa | - Făurei - Gârcina - Gherăeşti - Ghindăoani - Girov - Grinţieş - Grumăzeşti - Hangu - Horia - Icuşeşti - Ion Creangă - Mărgineni - Moldoveni - Negreşti - Oniceni - Păstrăveni - Pângăraţi - Petricani - Piatra Şoimului - Pipirig - Podoleni - Poiana Teiului - Poienari - Răuceşti - Războieni - Rediu - Români - Ruginoasa | - Sagna - Săbăoani - Săvineşti - Secuieni - Stăniţa - Ştefan cel Mare - Tarcău - Taşca - Tazlău - Tămăşeni - Timişeşti - Trifeşti - Tupilaţi - Ţibucani - Urecheni - Valea Ursului - Văleni - Vânători-Neamţ - Zăneşti |

46°58′N 26°24′Ø / 46.97°N 26.4°Ø